# Novaki Motovunski
 Novaki Motovunski  (olaszul: Novacco di Montona) falu Horvátországban, Isztria megyében. Közigazgatásilag  Karojbához tartozik.

## Fekvése
Az Isztria középső részén, Pazintól 10 km-re északnyugatra, községközpontjától 3 km-re délkeletre, a Karojba – Pazin úttól 2 km-re keletre fekszik.

## Története
Területe már a római korban lakott volt, a Parentiumhoz tartozó vidék határán helyezkedett el. A 13. században az aquileiai pátriárka egyik hűbérbirtokának a központja volt, majd 1330-tól a motovuni uradalomhoz, illetve a Velencei Köztársasághoz tartozott. Később a Polesini család birtoka volt, mely 1788-ban márki rangot kapott. A családnak palotája is állt a településen, melyből mára csak a plébániatemplommal átellenben álló kapuzat maradt fenn. A 16. században a török elől menekülő horvátokkal telepítették be. A 16. és 17. században lakói gyakran kerültek összetűzésbe a szomszédos pazini grófság lakóival. A településnek 1857-ben 578, 1910-ben 532 lakosa volt. Az első világháború után a rapallói szerződés értelmében Isztria az Olasz Királysághoz került. A második világháború után Jugoszlávia része lett. A település Jugoszlávia felbomlása után 1991-ben a független Horvátország része lett. 2011-ben 386 lakosa volt. A község leggyorsabban fejlődő települése. Lakói főként mezőgazdasággal foglalkoznak.

## Nevezetességei
- Szent Marina tiszteletére szentelt plébániatemploma 1875-ben épült a korábbi, 16. századi templom helyén. Az erre emlékeztető latin betűs felirat a bejárat felett olvasható. A templomot 1937-ben megújították, 1986 és 1989 között renoválták. 1886-ban épített harangtornya 30 méter magas, két harang található benne. Érdekesség, hogy két mellékoltára (Páduai Szent Antal és Szent József) a szentély jobb és bal oldalán kialakított két belső apszisban áll. A hajónak kazettás famennyezete van.
- Szent Rókus tiszteletére szentelt temploma a 14. században épült, 1933-ban renoválták.
- Szűz Mária tiszteletére szentelt temploma az ajtó feletti felirat szerint 1583-ban épült.

## Lakosság
| Lakosság változása | Lakosság változása | Lakosság változása | Lakosság változása | Lakosság változása | Lakosság változása | Lakosság változása | Lakosság változása | Lakosság változása | Lakosság változása | Lakosság változása | Lakosság változása | Lakosság változása | Lakosság változása | Lakosság változása | Lakosság változása |
| ------------------ | ------------------ | ------------------ | ------------------ | ------------------ | ------------------ | ------------------ | ------------------ | ------------------ | ------------------ | ------------------ | ------------------ | ------------------ | ------------------ | ------------------ | ------------------ |
| 1857               | 1869               | 1880               | 1890               | 1900               | 1910               | 1921               | 1931               | 1948               | 1953               | 1961               | 1971               | 1981               | 1991               | 2001               | 2011               |
| 578                | 598                | 419                | 423                | 404                | 532                | 880                | 920                | 588                | 576                | 486                | 402                | 399                | 389                | 398                | 386                |